# Erwin De Deyn
Erwin De Deyn (1953) is een Belgische syndicalist. 

## Levensloop
De Deyn is van opleiding een industrieel ingenieur elektronica en begon zijn beroepsloopbaan bij de consumentenorganisatie Test-Aankoop, alwaar hij in aanraking kwam met het vakbondswerk. Daarnaast was hij in deze periode actief bij de Jongsocialisten. Zijn carrière bij BBTK begon hij op de studiedienst. Later werd hij nationaal secretaris belast met de distributie- en dienstensectoren en vervolgens ondervoorzitter van BBTK in september 2004. In 2005 werd hij getipt als opvolger van André Mordant, maar bedankte vriendelijk voor de eer. In mei 2006 volgde hij Christian Roland op als voorzitter van de bediendecentrale.
Hij werd bekend voor zijn verzet tegen het nationale loonakkoord van 2005 en was een van de gangmakers in het verzet tegen het generatiepact, waarbij hij onder andere een massaal opgevolgde nationale 24-urenstaking in de winkelketens op zijn conto mag schrijven. In 2011 leidde hij het verzet tegen het interprofessioneel akkoord (IPA) waarbij voor hem (en Herwig Jorissen van ABVV Metaal) de grootste doorn in het oog de samensmelting was van het arbeiders- en bediendestatuut. Wat hem hierbij vooral stoorde was het feit dat bij de gelijkschakeling van deze twee statuten, het slechtste van beiden werd gecombineerd. Zo stelde De Deyn hierover dat de ontslagbescherming voor arbeiders absoluut moest verbeteren, maar dat die van de bedienden onveranderd moet blijven. Zijn vertrekpunt hierbij was een opzegvergoeding van drie maanden per begonnen schijf van vijf jaar anciënniteit. 
Hij staat algemeen bekend als een harde onderhandelaar met een goede dossierkennis en is erg resultaatgericht ingesteld. Werkgevers die met De Deyn onderhandeld hebben, noemen hem "een innemend man met humor, maar een sluwe vos". Daarnaast is hij een absolute voorstander van een goede verstandhouding met de ACV-vakcentrale LBC, het christelijke equivalent van zijn vakcentrale.